# José Corti

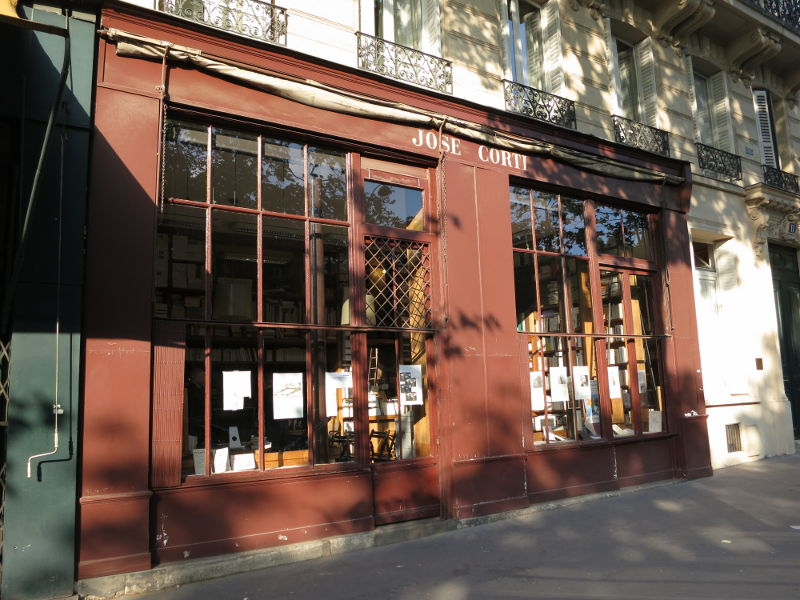
Der Buchladen Jose Corti in der Rue de Médicis

José Corti (* 14. Januar 1895 in Vitry-sur-Seine, Département Val-de-Marne; † 25. Dezember 1984 in Paris; eigentlich Joseph Corticchiato) war ein französischer Autor und Verleger. Er entstammte einer korsischen Familie, die sich zunächst in der Provence, später in der Pariser Region niederließ.
José Corti gründete 1925 in Paris die „Librairie José Corti“, zugleich Name seiner Buchhandlung und seines Verlages. Die Buchhandlung befand sich zunächst in der Rue de Clichy, in den 1930er Jahren zog sie an die Adresse, wo sie bis zum Jahr 2016 – also mehr als 30 Jahre nach Cortis Tod – existierte: Rue de Médicis 11. 1926 rief er gemeinsam mit André Breton die „Éditions surréalistes“ ins Leben, die er fortan verlegerisch betreute. Zu den weiteren Autoren aus dem Umfeld des Dadaismus und Surrealismus, deren Verleger er war, gehörten u. a. Paul Éluard, Louis Aragon, René Char, Gaston Bachelard, Salvador Dalí sowie Julien Gracq. Gracqs Roman Le Rivage des Syrtes (Das Ufer der Syrten), erschienen im Verlag der „Librairie José Corti“, wurde 1951 mit dem Prix Goncourt ausgezeichnet (die Annahme von Gracq allerdings abgelehnt). – 1983 erschien die Erstausgabe der Memoiren Cortis: Souvenirs désordonnés (deutsch etwa: Unordentliche oder ungeordnete Erinnerungen).